# Окаліна-Весь
Окаліна-Весь (пол. Okalina-Wieś) — село в Польщі, у гміні Опатув Опатовського повіту Свентокшиського воєводства.
Населення — 92 особи (2011).
У 1975-1998 роках село належало до Тарнобжезького воєводства.

## Демографія
Демографічна структура на день 31 березня 2011 року:
|          | Загалом | Допрацездатний вік | Працездатний вік | Постпрацездатний вік |
| -------- | ------- | ------------------ | ---------------- | -------------------- |
| Чоловіки | 48      | 9                  | 31               | 8                    |
| Жінки    | 44      | 7                  | 21               | 16                   |
| Разом    | 92      | 16                 | 52               | 24                   |